# Monique de Bruin
Monique de Bruin (Hoogland, Amersfoort, Província d'Utrecht, 8 de juliol de 1965) va ser una ciclista neerlandesa que va competir en ruta i en pista. Va aconseguir guanyar medalles en els campionats del món d'ambdues especialitats.

## Palmarès en ruta
- 1985
  - Vencedora d'una etapa a la Volta als Països Baixos
- 1988
  - 1a al Hel van het Mergelland
- 1991
  - 1a a la Parel van de Veluwe
  - 1a al Omloop van de Maasvallei
- 1992
  - Vencedora d'una etapa als Tres dies de la Vendée